# François Marie De Mol
François Marie De Mol (Brussel, 3 maart 1844 – Oostende, 3 november 1883) was een Belgisch dirigent en componist.
Hij, ook wel aangeduid als Frans De Mol, werd geboren binnen het gezin van muziekleraar Jean Remi De Mol en Marguerite Josephine Antoinette Kevels. Zijn oom is musicus Pierre De Mol, broer Willem De Mol en halfbroers Joost De Mol en François Xavier Marie De Mol waren eveneens musici. Hijzelf was getrouwd met de Amsterdamse Marie Cornélie Tormijn.
Zijn muziekopleiding kreeg hij van zijn vader en daarna aan het Koninklijk Conservatorium Brussel. Zijn docenten aldaar waren Charles Bosselet (harmonieleer), François Joseph Fétis (compositieleer) en Jaak-Nikolaas Lemmens. Van 1872-1875 was hij op voorspraak van Fétis werkzaam in Marseille als organist (Église Saint-Charles de Marseille), dirigent en muziekpedagoog aan het plaatselijk conservatorium. Hij keerde in 1875 terug naar Brussel om er dirigent te worden van de Koninklijke Vlaamse Schouwburg aldaar. Vervolgens nam hij in 1878 de functie van directeur van het Stedelijke Muziekacademie (SMA) in Oostende aan. Hij werd voort dirigent van het balorkest van het Kursaal in Oostende en weer later van symfonieorkest van diezelfde gelegenheid.
Van zijn hand verscheen een aantal werken waaronder 
- O salutaris hostia,
- De Toekomst,
- Adagio voor pianotrio (piano, viool, cello)
- Strijkkwartet
- Romance sans paroles voor cello met piano
- Trastutto voor orkest
- Scherzo cappricioso voor orkest
- ouverture Ambiorix voor orkest
- Sérénade espagnole (voor piano, uitgegeven in Keulen)
- Gavotte favorite (opus 16)
- Berceuse voor piano (opus 25)
- Adieu, je crois qu’en cette vie (lied)
- Le chanteur de médine, een opera, die op 18 maart 1881 in première ging in de Koninklijke Muntschouwburg.

- Gemeinsame Normdatei: 1011739461
- Library of Congress Control Number: no2023005694
- MusicBrainz: 394affbd-7d5c-4be2-b18c-efc10c81a0b0
- Virtual International Authority File: 171051292
- WorldCat: E39PBJhH4wqcpkx3764qxTYXVC